# ماركو دوناديل
ماركو دوناديل (بالإيطالية: Marco Donadel)‏، (كونيليانو بمقاطعة تريفيزو، 21 أبريل 1983)، لاعب كرة قدم إيطالي سابق.
بدأ مسيرته الكروية مع نادي إيه سي ميلان في عام 2000، ولعب معهم حتى عام 2002، وشارك معهم في مباراة واحدة، وفي موسم 2002/2003 أعير إلى نادي ليتشي، ولعب معهم 29 مباراة، وفي موسم 2003/2004 أعير إلى نادي بارما، ولعب معهم 24 مباراة، وفي عام 2004 أعير إلى سامبدوريا، ولعب معهم 8 مباريات، وفي عام 2005 أعير إلى فيورنتينا، وفي عام 2005 أنتقل انتقال نهائي إلى نادي فيورنتينا.

## روابط خارجية
- ماركو دوناديل على موقع الاتحاد الدولي (مؤرشف)  (الإنجليزية)
- ماركو دوناديل على موقع الاتحاد الأوربي (الإنجليزية)
- ماركو دوناديل على موقع الدوري الأمريكي (الإنجليزية)
- ماركو دوناديل على موقع قاعدة بيانات كرة القدم.إي يو (الإنجليزية)
- ماركو دوناديل على موقع Soccerway.com (الإنجليزية)
- ماركو دوناديل على موقع عالم كرة القدم.نت (الإنجليزية)
- ماركو دوناديل على موقع أوليمبيديا (الإنجليزية)
- ماركو دوناديل على موقع اللجنة الأولمبية الإيطالية (الإيطالية)
- ماركو دوناديل على موقع AS.com (الإسبانية)